# Kilyana lorne
Kilyana lorne är en spindelart som beskrevs av Raven och Kylie S. Stumkat 2005. Kilyana lorne ingår i släktet Kilyana och familjen Zoropsidae.
Artens utbredningsområde är New South Wales. Inga underarter finns listade i Catalogue of Life.